# Zhang Yongjun
Zhang Yongjun (張勇軍T, 张勇军S, Zhāng YǒngjūnP; 4 gennaio 1963) è un ex cestista e allenatore di pallacanestro cinese.

## Carriera
Con la Cina ha disputato due edizioni dei Giochi olimpici (Seul 1988 e Barcellona 1992) e due dei Campionati mondiali (1986 e 1990).